# مصالب (حديبو)

تعديل مصدري - تعديل

مصالب هي إحدى قرى مديرية حديبو التابعة لمحافظة سقطرى، بلغ تعداد سكانها 33 نسمة حسب تعداد اليمن لعام 2004.